# Lijst van voetbalinterlands Benin - Nigeria
Deze lijst van voetbalinterlands is een overzicht van alle officiële voetbalwedstrijden tussen de nationale teams van Benin en Nigeria. De West-Afrikaanse buurlanden speelden tot op heden zeventien keer tegen elkaar. De eerste ontmoeting was een vriendschappelijke wedstrijd op 14 februari 1977 in Lagos. Het laatste duel, een kwalificatiewedstrijd voor de Afrika Cup 2025, werd gespeeld in Abidjan (Ivoorkust) op 14 november 2024.

## Wedstrijden
| №  | Plaats     | Datum             | Competitie                                        | Wedstrijd       | Uitslag |
| -- | ---------- | ----------------- | ------------------------------------------------- | --------------- | ------- |
| 1  | Lagos      | 14 februari 1977  | Vriendschappelijk                                 | Nigeria − Benin | 7 − 0   |
| 2  | Lagos      | 14 januari 1978   | Afrikaanse Spelen 1978 kwalificatie               | Nigeria − Benin | 7 − 0   |
| 3  | Lagos      | 17 januari 1978   | Afrikaanse Spelen 1978 kwalificatie               | Nigeria − Benin | 2 − 0   |
| 4  | Cotonou    | 14 oktober 1979   | Vriendschappelijk                                 | Benin − Nigeria | 1 − 1   |
| 5  | Lagos      | 4 november 1979   | Vriendschappelijk                                 | Nigeria − Benin | 5 − 0   |
| 6  | Cotonou    | 30 september 1990 | Afrika Cup 1992 kwalificatie                      | Benin − Nigeria | 0 − 1   |
| 7  | Lagos      | 27 april 1991     | Afrika Cup 1992 kwalificatie                      | Nigeria − Benin | 3 − 0   |
| 8  | Sfax       | 4 februari 2004   | Afrika Cup 2004                                   | Nigeria − Benin | 2 − 1   |
| 9  | Sekondi    | 29 januari 2008   | Afrika Cup 2008                                   | Nigeria − Benin | 2 − 0   |
| 10 | Benguela   | 16 januari 2010   | Afrika Cup 2010                                   | Nigeria − Benin | 1 − 0   |
| 11 | Cotonou    | 13 augustus 2017  | African Championship of Nations 2018 kwalificatie | Benin − Nigeria | 1 − 0   |
| 12 | Kano       | 19 augustus 2017  | African Championship of Nations 2018 kwalificatie | Nigeria − Benin | 2 − 0   |
| 13 | Uyo        | 13 november 2019  | Afrika Cup 2021 kwalificatie                      | Nigeria − Benin | 2 − 1   |
| 14 | Porto-Novo | 27 maart 2021     | Afrika Cup 2021 kwalificatie                      | Benin − Nigeria | 0 − 1   |
| 15 | Abidjan    | 10 juni 2024      | WK 2026 kwalificatie                              | Benin − Nigeria | 2 − 1   |
| 16 | Uyo        | 7 september 2024  | Afrika Cup 2025 kwalificatie                      | Nigeria − Benin | 3 − 0   |
| 17 | Abidjan    | 14 november 2024  | Afrika Cup 2025 kwalificatie                      | Benin − Nigeria | 1 − 1   |

## Samenvatting
| Competitie                                   | Totaal gespeeld | Winst Benin | Gelijk | Winst Nigeria | Doelsaldo Benin – Nigeria |
| -------------------------------------------- | --------------- | ----------- | ------ | ------------- | ------------------------- |
| WK-kwalificatie                              | 1               | 1           | 0      | 0             | 2 − 1                     |
| Afrika Cup                                   | 3               | 0           | 0      | 3             | 1 − 5                     |
| Afrika Cup-kwalificatie                      | 6               | 0           | 1      | 5             | 2 − 11                    |
| African Championship of Nations-kwalificatie | 2               | 1           | 0      | 1             | 1 − 2                     |
| Afrikaanse Spelen-kwalificatie               | 2               | 0           | 0      | 2             | 0 − 9                     |
| Vriendschappelijk                            | 3               | 0           | 1      | 2             | 1 − 13                    |
| Totaal                                       | 17              | 2           | 2      | 13            | 7 − 41                    |

Wedstrijden bepaald door strafschoppen worden, in lijn met de FIFA, als een gelijkspel gerekend.
FBF · 
Benins vrouwenelftal · Olympisch elftal
Algerije ·
Angola ·
Burkina Faso ·
Burundi ·
Congo-Brazzaville ·
Congo-Kinshasa ·
Egypte ·
Equatoriaal-Guinea ·
Ethiopië ·
Gabon ·
Gambia ·
Ghana ·
Guinee ·
Guinee-Bissau ·
Ivoorkust ·
Kameroen ·
Lesotho ·
Liberia ·
Libië ·
Madagaskar ·
Malawi ·
Mali ·
Marokko ·
Mauritanië ·
Mozambique ·
Namibië ·
Niger ·
Nigeria ·
Oeganda ·
Oman ·
Rwanda ·
Sao Tomé en Principe ·
Senegal ·
Sierra Leone ·
Soedan ·
Tanzania ·
Togo ·
Tsjaad ·
Tunesië ·
Verenigde Arabische Emiraten ·
Zambia ·
Zimbabwe ·
Zuid-Afrika ·
Zuid-Soedan
NFA · A-internationals · Selecties · Bondscoaches · Statistieken · Nigeriaans vrouwenelftal · Olympisch elftal · Nigeria U21 · Nigeria U20 · Nigeria U19 · Nigeria U18 · Nigeria U17
1950 – 1959 · 
1960 – 1969 · 
1970 – 1979 · 
1980 – 1989 · 
1990 – 1999 · 
2000 – 2009 · 
2010 – 2019 ·
2020 − 2029
CC 1995 · 
CC 2013
WK 1994 · 
WK 1998 · 
WK 2002 · 
WK 2010 · 
WK 2014 · 
WK 2018
OS 1968 · 
OS 1980 · 
OS 1988 · 
OS 1996 · 
OS 2000 · 
OS 2008 · 
OS 2016
1949 · 
1950 · 1951 · 1952 · 1953 · 1954 · 
1955 · 
1956 · 
1957 · 
1958 · 
1959 · 
1960 · 
1961 · 
1962 · 
1963 · 
1964 · 
1965 · 
1966 · 
1967 · 
1968 · 
1969 · 
1970 · 
1971 · 
1972 · 
1973 · 
1974 · 
1975 · 
1976 · 
1977 · 
1978 · 
1979 · 
1980 · 
1981 · 
1982 · 
1983 · 
1984 · 
1985 · 
1986 · 
1987 · 
1988 · 
1989 · 
1990 · 
1991 · 
1992 · 
1993 · 
1994 · 
1995 · 
1996 · 
1997 · 
1998 · 
1999 · 
2000 · 
2001 · 
2002 · 
2003 · 
2004 · 
2005 · 
2006 · 
2007 · 
2008 · 
2009 · 
2010 · 
2011 · 
2012 · 
2013 · 
2014 ·
2015 ·
2016 ·
2017 ·
2018 ·
2019 ·
2020 ·
2021 ·
2022
Algerije ·
Angola ·
Argentinië ·
Australië ·
Benin ·
Bosnië en Herzegovina ·
Botswana ·
Brazilië ·
Bulgarije ·
Burkina Faso ·
Burundi ·
Canada ·
Centraal-Afrikaanse Republiek ·
Colombia ·
Congo-Brazzaville ·
Congo-Kinshasa ·
Costa Rica ·
Denemarken ·
Duitsland ·
Ecuador ·
Egypte ·
Engeland ·
Equatoriaal-Guinea ·
Eritrea ·
Ethiopië ·
Frankrijk ·
Gabon ·
Gambia ·
Georgië ·
Ghana ·
Griekenland ·
Guinee ·
Guinee-Bissau ·
Ierland ·
IJsland ·
Indonesië ·
Iran ·
Italië ·
Ivoorkust ·
Jamaica ·
Japan ·
Joegoslavië ·
Jordanië ·
Kaapverdië · 
Kameroen ·
Kenia ·
Kroatië ·
Lesotho ·
Liberia ·
Libië ·
Luxemburg ·
Madagaskar ·
Malawi ·
Mali ·
Marokko ·
Mexico ·
Mozambique ·
Namibië ·
Nederland ·
Niger ·
Noord-Korea ·
Noord-Macedonië ·
Noorwegen ·
Oeganda ·
Oekraïne ·
Oezbekistan ·
Oostenrijk ·
Paraguay ·
Peru ·
Polen ·
Portugal ·
Roemenië ·
Rwanda ·
Saoedi-Arabië ·
Sao Tomé en Principe ·
Schotland ·
Senegal ·
Servië ·
Seychellen ·
Sierra Leone ·
Soedan ·
Spanje ·
Swaziland ·
Tahiti ·
Tanzania ·
Thailand ·
Togo ·
Tsjaad ·
Tsjechië ·
Tunesië ·
Uruguay ·
Venezuela ·
Verenigde Staten ·
Zambia ·
Zimbabwe ·
Zuid-Afrika ·
Zuid-Korea ·
Zweden ·
Zwitserland
Argentinië (2010) ·
Argentinië (2014) ·
Argentinië (2018) ·
Bosnië en Herzegovina (2014) ·
Burkina Faso (2013) ·
Frankrijk (2014) ·
Iran (2014) ·
IJsland (2018) ·
Kroatië (2018) ·
Zuid-Korea (2010)